# Sainte-Hélène-sur-Isère
Pour les articles homonymes, voir Sainte-Hélène.
Sainte-Hélène-sur-Isère est une commune française située dans le département de la Savoie, en région Auvergne-Rhône-Alpes.

## Géographie
Située dans la vallée de la haute combe de Savoie, la commune de Sainte-Hélène-sur-Isère est sur le versant gauche de l'Isère. Elle se situe dans la partie nord du département de la Savoie et à l'extrémité de la haute combe de Savoie se refermant sur Albertville, ville olympique en 1992.
Sainte-Hélène est distante de 8 km d'Albertville et d'environ 40 km de Chambéry et 50 km d'Annecy. Elle est également proche des grandes stations de ski alpines, telles que Arêches-Beaufort, Courchevel ou Méribel.
Elle est desservie par l'autoroute A430 et les routes N 90 et D 925.

## Urbanisme

### Typologie
Au 1er janvier 2024, Sainte-Hélène-sur-Isère est catégorisée commune rurale à habitat dispersé, selon la nouvelle grille communale de densité à sept niveaux définie par l'Insee en 2022.
Elle appartient à l'unité urbaine d'Albertville, une agglomération intra-départementale regroupant 17  communes, dont elle est une commune de la banlieue,,. Par ailleurs la commune fait partie de l'aire d'attraction d'Albertville, dont elle est une commune de la couronne,. Cette aire, qui regroupe 30 communes, est catégorisée dans les aires de 50 000 à moins de 200 000 habitants,.

### Occupation des sols
L'occupation des sols de la commune, telle qu'elle ressort de la base de données européenne d’occupation biophysique des sols Corine Land Cover (CLC), est marquée par l'importance des forêts et milieux semi-naturels (48,9 % en 2018), une proportion sensiblement équivalente à celle de 1990 (48,3 %). La répartition détaillée en 2018 est la suivante : 
forêts (36,7 %), terres arables (23,1 %), milieux à végétation arbustive et/ou herbacée (10,4 %), zones agricoles hétérogènes (8,9 %), cultures permanentes (6,6 %), zones urbanisées (5,3 %), espaces verts artificialisés, non agricoles (3,8 %), eaux continentales (3,4 %), espaces ouverts, sans ou avec peu de végétation (1,7 %).
L'IGN met par ailleurs à disposition un outil en ligne permettant de comparer l’évolution dans le temps de l’occupation des sols de la commune (ou de territoires à des échelles différentes). Plusieurs époques sont accessibles sous forme de cartes ou photos aériennes : la carte de Cassini (XVIIIe siècle), la carte d'état-major (1820-1866) et la période actuelle (1950 à aujourd'hui).

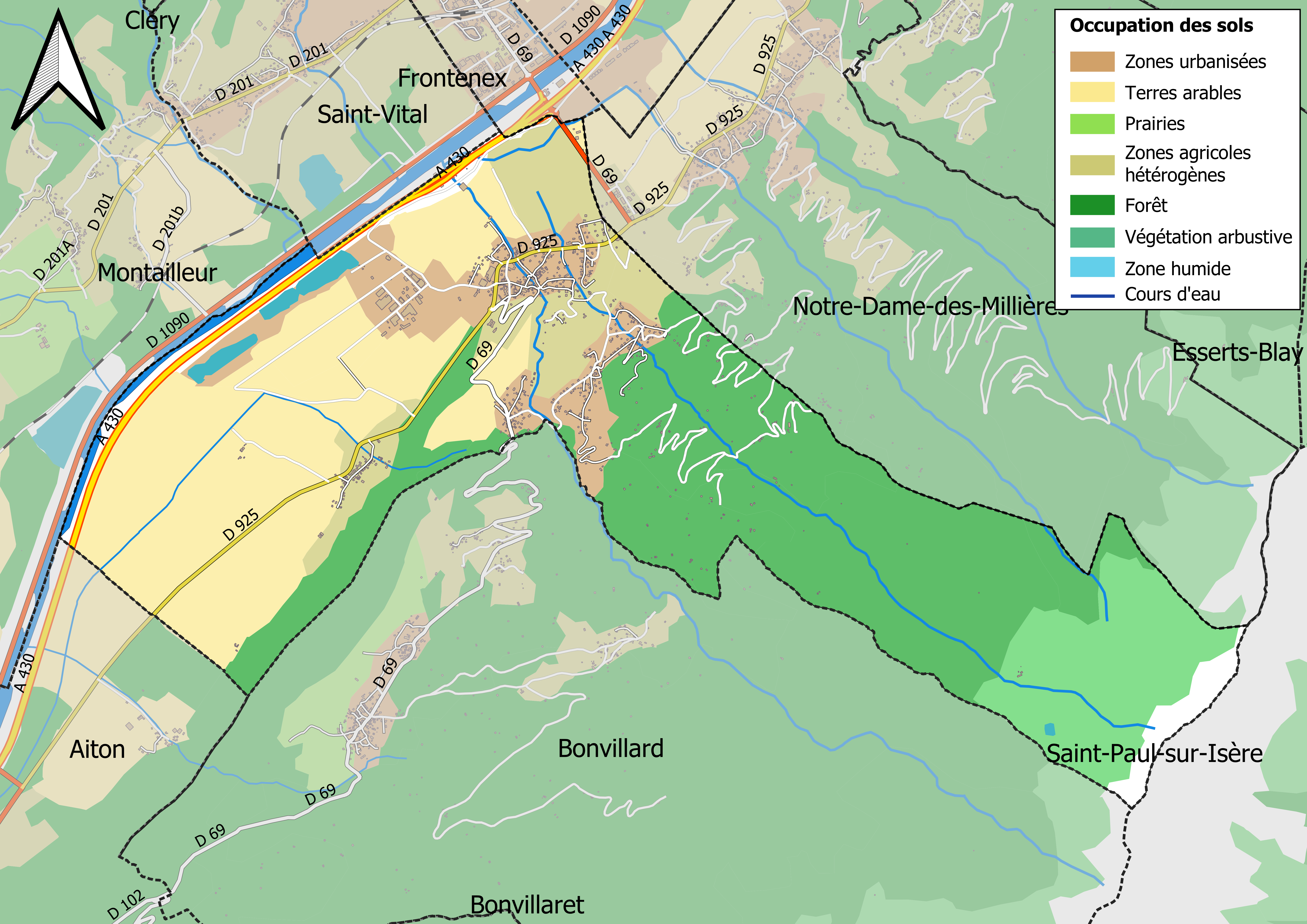
Carte des infrastructures et de l'occupation des sols en 2018 (CLC) de la commune.
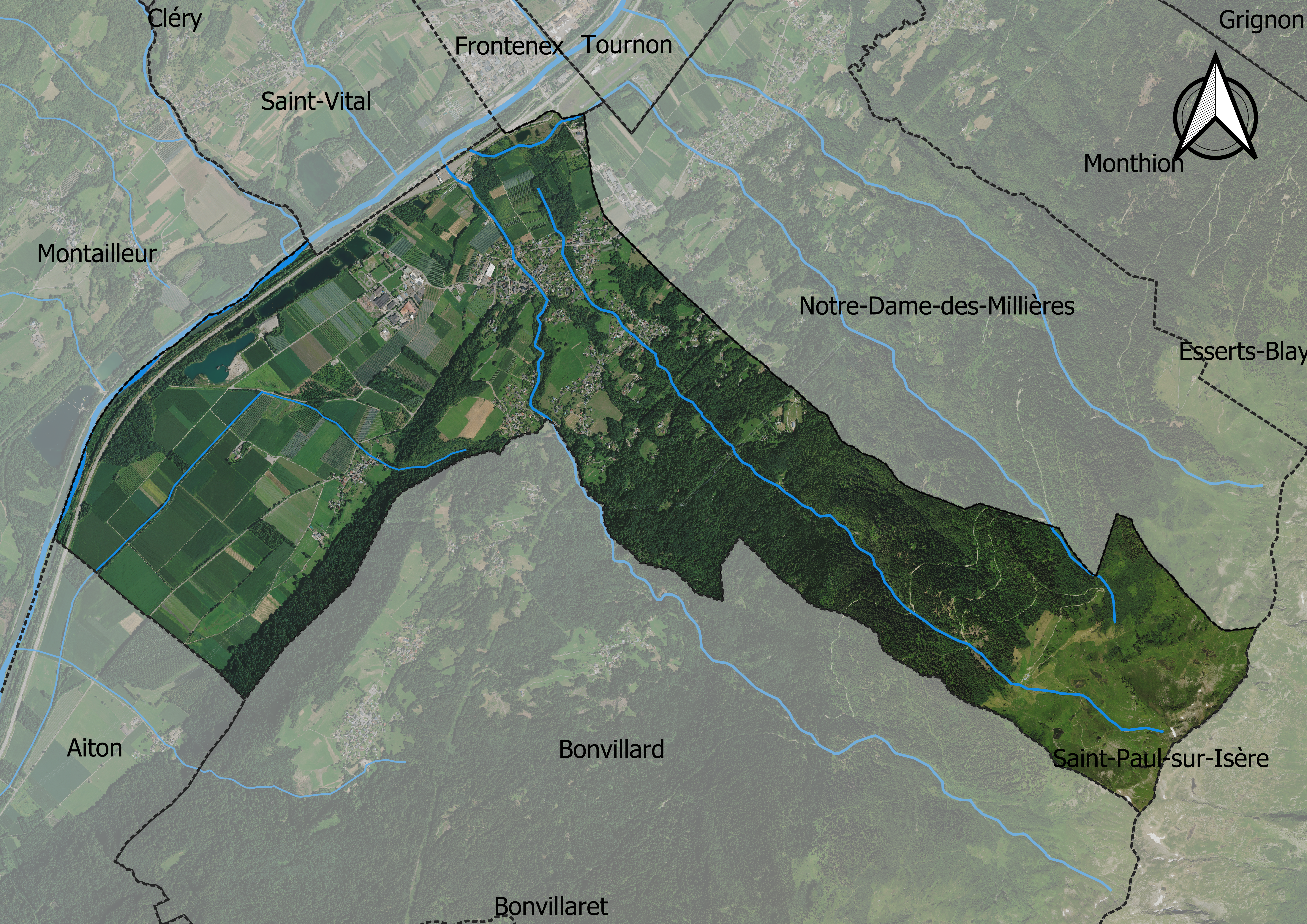
Carte orthophotogrammétrique de la commune.

## Toponymie
En francoprovençal, le nom de la commune s'écrit Sint Alèna, selon la graphie de Conflans.

## Politique et administration

### Liste des maires
| Période                                  | Période   | Identité             | Étiquette                                   | Qualité |
| ---------------------------------------- | --------- | -------------------- | ------------------------------------------- | ------- |
| mars 1983                                | mars 2008 | André Pernet-Demoret | PCF                                         |         |
| mars 2008                                | 2014      | Danielle Goyet       | Droite                                      |         |
| mars 2014                                | en cours  | Daniel Tavel         | Union populaire, écologique et social-NUPES |         |
| Les données manquantes sont à compléter. |           |                      |                                             |         |

Lors des élections de mars 2014, les deux listes n'ont été séparées que par une voix, la liste arrivant en tête (celle de Daniel Tavel) comptant parmi ses bulletins une procuration d'une personne morte le jour du scrutin (ce qui invalide le vote).

## Démographie
L'évolution du nombre d'habitants est connue à travers les recensements de la population effectués dans la commune depuis 1793. Pour les communes de moins de 10 000 habitants, une enquête de recensement portant sur toute la population est réalisée tous les cinq ans, les populations de référence des années intermédiaires étant quant à elles estimées par interpolation ou extrapolation. Pour la commune, le premier recensement exhaustif entrant dans le cadre du nouveau dispositif a été réalisé en 2008.

En 2022, la commune comptait 1 227 habitants, en évolution de +3,63 % par rapport à 2016 (Savoie : +3,63 %, France hors Mayotte : +2,11 %).
| 1793 | 1800 | 1806  | 1822  | 1838  | 1848  | 1858  | 1861  | 1866  |
| ---- | ---- | ----- | ----- | ----- | ----- | ----- | ----- | ----- |
| 818  | 818  | 1 134 | 1 200 | 1 372 | 1 330 | 1 170 | 1 140 | 1 178 |

| 1872  | 1876  | 1881  | 1886  | 1891  | 1896  | 1901  | 1906  | 1911 |
| ----- | ----- | ----- | ----- | ----- | ----- | ----- | ----- | ---- |
| 1 163 | 1 171 | 1 237 | 1 271 | 1 165 | 1 162 | 1 048 | 1 072 | 990  |

| 1921 | 1926 | 1931 | 1936 | 1946 | 1954 | 1962 | 1968 | 1975 |
| ---- | ---- | ---- | ---- | ---- | ---- | ---- | ---- | ---- |
| 884  | 820  | 752  | 723  | 709  | 660  | 635  | 600  | 620  |

| 1982 | 1990 | 1999 | 2006  | 2008  | 2013  | 2018  | 2022  | - |
| ---- | ---- | ---- | ----- | ----- | ----- | ----- | ----- | - |
| 645  | 859  | 993  | 1 082 | 1 106 | 1 147 | 1 182 | 1 227 | - |

## Culture et patrimoine

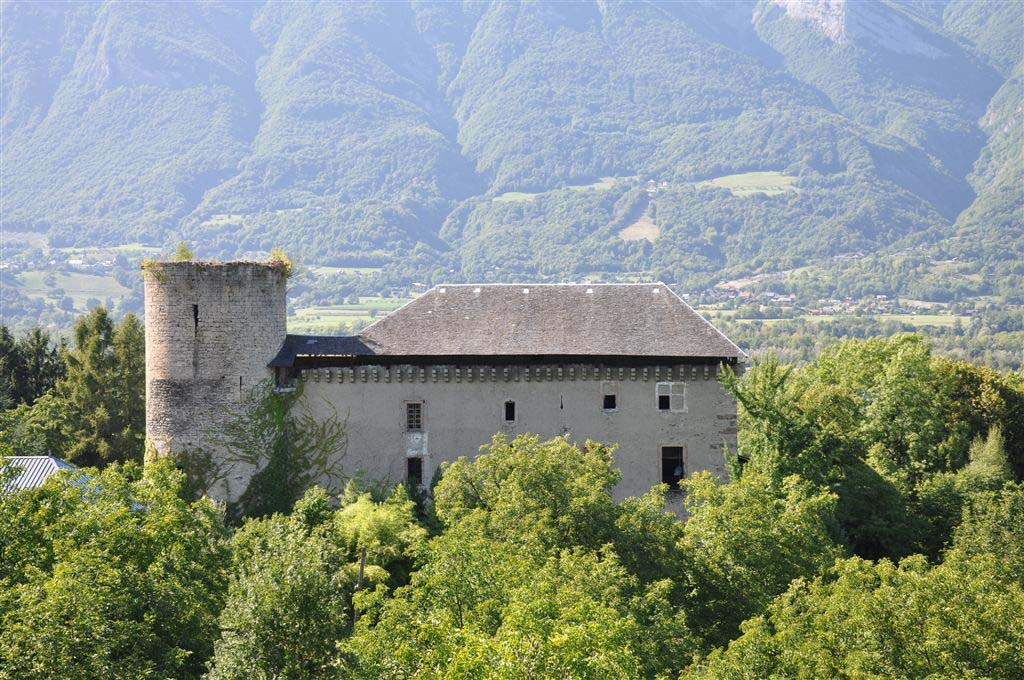
Le château de Sainte-Hélène aujourd'hui.

### Lieux et monuments
- Château de Sainte-Hélène-sur-Isère

Le château de Sainte-Hélène-sur-Isère ou de Sainte-Hélène-des-Millières, centre de la seigneurie de Sainte-Hélène, est une maison forte du XIIIe siècle remaniée au XVIIe siècle.

### Espaces verts et fleurissement
En 2014, la commune de Sainte-Hélène-sur-Isère bénéficie du label « ville fleurie » avec « une fleur » attribuée par le Conseil national des villes et villages fleuris de France au concours des villes et villages fleuris.

### Personnalités liées à la commune
- Pierre d'Aigueblanche, (+ en 1268), évêque de Hereford en Angleterre, seigneur de Sainte-Hélène-sur-Isère, reçoit son fief de Boniface de Savoie.
- Boniface de Savoie (1207-1270), seigneur de Sainte-Hélène-sur-Isère, d'Ugine et d'autres lieux, évêque de Belley de 1232 à 1241, archevêque de Cantorbéry de 1241 à 1270. 9e fils du comte Thomas Ier de Savoie. Mort au château de Sainte-Hélène-des-Millières le 14 juillet 1270. Le bienheureux Boniface de Savoie est béatifié en 1839 par le pape Grégoire XVI, et son corps repose à l'abbaye d'Hautecombe.
- Marc Vinco, 8 fois Champion du Monde, 13 fois Champion de France, 2 fois vainqueur du VTT à Paris Bercy[15], a participé à Fort Boyard[16].

### Héraldique
| Blason de Sainte-Hélène-sur-Isère | Blason  | Écartelé : aux 1) et 4) de gueules au lion d'or, au 2) de gueules à la croisette d'argent, au 3) de gueules à la bande d'or bordée de sable. |
| Blason de Sainte-Hélène-sur-Isère | Détails | Le statut officiel du blason reste à déterminer.                                                                                             |